# NG361布缆船
NG361布缆船，舷号NG361，隶属中国人民解放军浙江省舟山警备区船运大队，是中国人民解放军陆军新型布缆船。

## 简介
2015年3月24日，陆军NG361布缆船在舟山某军港入列，由中国人民解放军浙江省舟山警备区船运大队接收。该布缆船长80.8米，宽14.5米，满载排水量2450吨，造价1.9亿元人民币。这艘布缆船是该型第一艘布缆船，是陆军船艇中第一艘采取电力推进、安装船舶动力定位系统的船只，是当时中国陆军船艇中科技含量最高，排水量最大的第四代船艇，也是截至当时中国陆军船艇中造价最高的。其船艇动力、导航定位、布捞缆设备等方面都采用了中华人民共和国国内最先进技术装备，续航能力强，抗风能力高，定位能力准。其入列填补了中国陆军海底光缆作业领域的空白。该布缆船主要担负中国沿海大陆架浅海海域军用海底光缆的装载、运输、维修、布放、埋设等任务。